# Fédération internationale catholique d'éducation physique et sportive
A Fédération internationale catholique d'éducation physique et sportive ( FICEP )  é uma organização não governamental internacional ( INGO ) que governa todas as associações desportivas católicas. A FICEP foi fundada entre 1906 e 1911, sob os auspícios da federação italiana FASCI, da federação belga FBCG,  e da Fédération sportive et culturelle de France.  O seu desenvolvimento confinou-se principalmente à Europa, apesar das várias e recorrentes tentativas de aumentar a sua expansão geográfica após a Segunda Guerra Mundial.

## História

### UIOCEP
Em 1906, a Fédération gymnastique et sportive des patronages de France (FGSPF), a Fédération belge catholique de gymnastique (FBCG) e a FASCA (Itália) deram os primeiros passos no incentivo à prática do desporto nas várias federações católicas.
Em 1908, sob os auspícios do Papa Pio X, em Roma, a associação reuniu cerca de 2.000 participantes; eles vieram de todo o mundo, incluindo: França, Bélgica, Irlanda, Canadá e Itália.

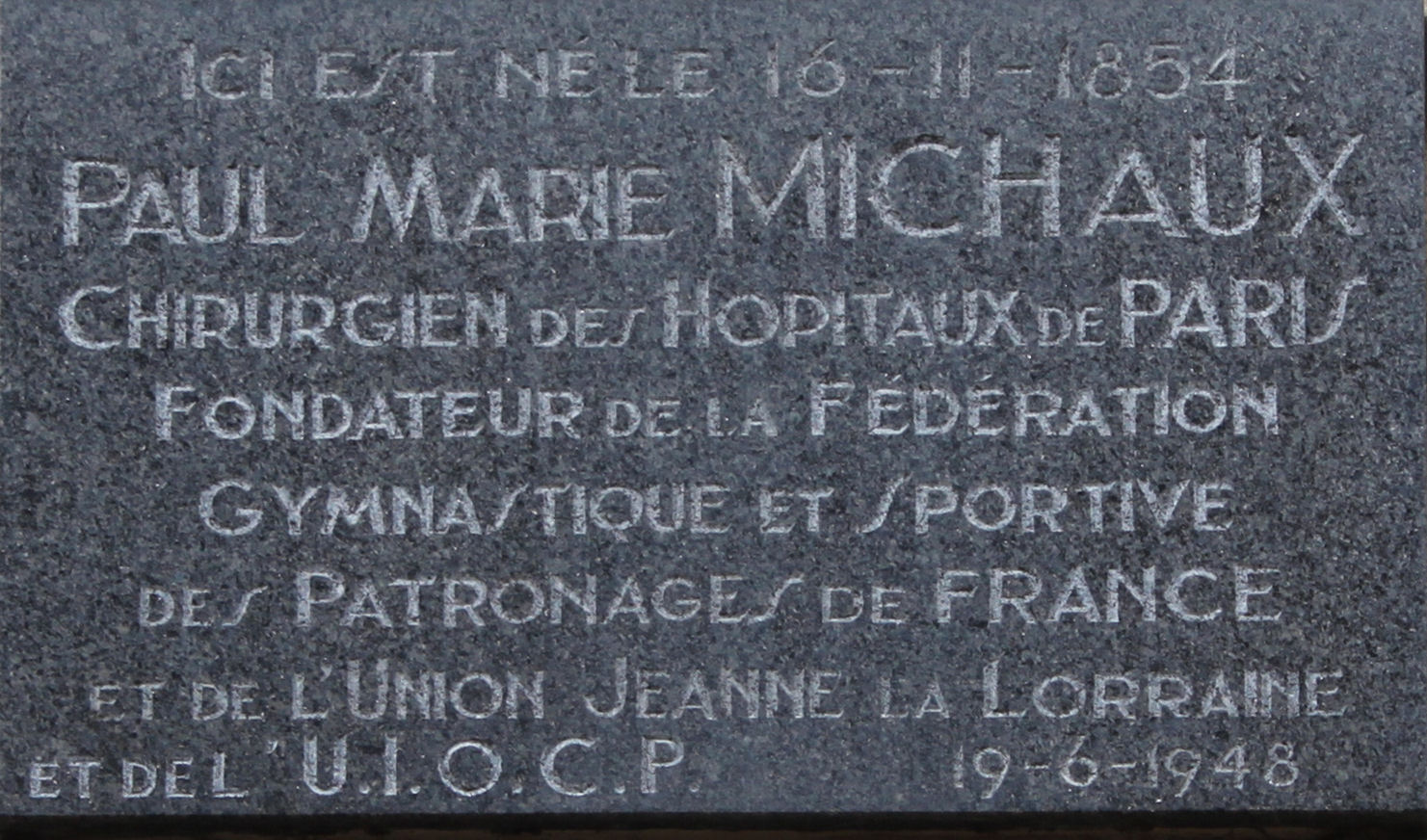
Placa comemorativa no local de nascimento do Dr. Paul Michaux, localizado na rue Mazelle, 8, em Metz, França.

Em 1911, na competição internacional de ginástica de Nancy (França), a criação da União Internacional foi fruto de uma iniciativa do Dr. Paul Michaux, fundador e presidente da Fédération gymnastique et sportive des patronages de France. Existe uma placa que comemora este acontecimento; é acrescentado à fachada do local de nascimento do Dr. Paul Michaux; está localizado no número 8 da rue Mazelle, em Metz, (França). A designação original da nova instituição – tal como foi criada sob a presidência do Conde Mario di Carpegna – é denominada Union internationale des œuvres catholiques d'éducation physique · .  O Barão de Dieudonné (da Bélgica) e o Dr. Paul Michaux são eleitos vice-presidentes da referida UIOCEP; Charles Simon é confirmado em sua e fica acordado que a sede seria a da FGSPF, localizada na Place Saint-Thomas d'Aquin 5, Paris, França.
13 a 14 de dezembro de 1911: todos os estatutos e regulamentos são finalizados e devidamente ratificados em Roma.
No final do ano de 1913, a primeira Assembléia Geral da associação de atletas foi realizada em Roma.
Em 1920, a aceitação da Alemanha ( DJK ) é considerada irrelevante pelos membros alsacianos, uma vez que a Avant-garde du Rhin se juntou à FSGPF no ano anterior. Assim, muito senso diplomático é exigido de Paul Michaux, a fim de permitir que ele convença seu amigo Auguste Biecheler dos potenciais méritos relacionados a uma abordagem tão pouco convencional. Nesse mesmo ano a presidência é confiada a F. Van de Kerkhove.
A partir de 1922, a possibilidade de inclusão da mulher no mundo do esporte começa a crescer nas afiliações católicas da OREL ( Tchecoslováquia ), que já aceitava as mulheres como parte integrante de suas estruturas internas. Esta questão, interminavelmente debatida, não conseguirá encontrar um resultado satisfatório, pelo menos não antes do surgimento da guerra;  assim, a UIOCEP permanece resolutamente composta por homens.
Em 1927, o DJK é finalmente aceite, após a assinatura do Tratado de Locarno, dado que, doravante, as regras pormenorizadas para a aplicação estão em condições de permitir a adesão da Alemanha à Liga das Nações.

#### Líderes

##### Speakers
- 1911–1919  Mario di Carpegna – Itália
- 1919–1931  Felix Van De Kerkhove – Bélgica
- 1931–1947  François Hébrard – França

##### Secretários
- 1911–1915  Charles Simon – França
- 1919–1947  Armand Thibaudeau – França

### FICEP
Em 6 de janeiro de 1947, em Zurique (Suíça) foi alterada a sigla UIOCEP; é então conhecido sob o nome de FICEP. François Hebrard é eleito Presidente e Armand Thibaudeau é nomeado Secretário Geral da referida federação.  A comissão técnica é confiada a Gabriel Maucurier e uma comissão de mulheres acaba sendo criada com Marie-Therese Eyquem como presidente. A sede principal permanece o legado da FGSPF (França), que é recém-batizada sob a denominação de Fédération sportive française (FSF) durante o mesmo ano de 1947, em Paris. As primeiras tentativas que visavam alargar a sua difusão geográfica após a Segunda Guerra Mundial tiveram pouco efeito: tal como a UIOCEP, a FICEP tende a manter-se fundamentalmente ligada às suas raízes europeias.
Em 1960, a unidade semântica Fédération internationale catholique d'éducation physique é renomeada; é então conhecido sob o seguinte nome: Fédération internationale catholique d'éducation physique et sportive. Não obstante a adição acima, a sigla FICEP permaneceu inalterada nos próximos anos.
Em 1973, o primeiro acampamento internacional reuniu jovens de várias federações filiadas. Desde então, o evento tem sido realizado anualmente, em um país diferente a cada ano.
Em 1980, a FICEP foi reconhecida como organização católica internacional (ICO) pelo Pontifício Conselho para os Seculares (CPL).
No final de abril de 2011, a FICEP comemorou seu 100º aniversário em Nancy, França.

#### Líderes

##### Speakers
- 1947–1954:  François Hebrard – França
- 1954–1975:  Marinus Antonius Arnoldus Van Gool – Holanda
- 1975–1991:  Josef Finder – Áustria
- 1991–1998:  Aquiles Diegenant – Bélgica
- 1998–2003:  Dick Wijte – Holanda
- 2003–2009:  Clement Schertzinger – França
- 2009–2011: [9] Elke Haider – Alemanha
- Desde 2011: Anne Cordier – França

##### Secretários
- 1947–1954:  Armand Thibaudeau – França
- 1954–1991:  Robert Pringarbe – França
- 1991–1999: [9] Jacques Gautheron – França
- 1999–2003:  Clement Schertzinger – França
- 2003–2007: [9] Smoly Fritz – Áustria
- 2008–2011: [9] Rosslhuber Rainer – Áustria

### Estados Membros
No início de 2011, o FICEP incluiu treze países, que são:
- Alemanha: Deutsche Jugend Kraft – DJK[10]
- Áustria: Sportunion[10]
- Bélgica: Ginásio e dança[10]
- Camarões: Centre Sportif Camerounais – CSC[10]
- França: Fédération sportive et culturelle de France – FSCF[10]
- Itália: Centro Sportivo Italiano (CSI)[10]
- Madagascar: Madagaskar Fitaizana ny Herin'ny zatovo malgaxe – FIHEZAMA[10]
- Holanda: Thomas van Aquino – TVA[10]
- Polônia: Katolickie Stowarzyszenie Sportowe Rzeczpospolitej Polskiej – KSS RP[10]
- República Checa: OREL[10]
- Romênia: Clubul Sportiv Roman – CSR, membro associado da FICEP (desde abril de 2011) [11]
- Eslováquia: OROL[10]
- Suíça: União Atlética Suíça[10]